# 王になった男
『王になった男』（おうになったおとこ、原題：광해, 왕이 된 남자）は、2012年公開の韓国映画。韓国での観客動員数は1,232万人を記録（2019年時点で歴代10位）。

## キャスト
| 役名           | 俳優             | 日本語吹き替え | 日本語吹き替え |
| 役名           | 俳優             | ソフト版       | BSジャパン版   |
| -------------- | ---------------- | -------------- | -------------- |
| 光海君／ハソン | イ・ビョンホン   | 阪口周平       | 高橋和也       |
| ホ・ギュン     | リュ・スンリョン | 堀内賢雄       | 磯部勉         |
| 王妃           | ハン・ヒョジュ   | 加藤忍         | 加藤忍         |
| 卜部将         | キム・イングォン | 内田岳志       |                |
| チョ内官       | チャン・グァン   | 浦山迅         |                |
| サウォル       | シム・ウンギョン | 川島悠美       | うえだ星子     |
| パク・チュンソ | キム・ミョンゴン | 及川ナオキ     | 山野史人       |
| ユ・ジョンホ   | キム・ハクチュン |                |                |

- ソフト版吹き替え - DVD・BDに収録
- BSジャパン版吹き替え - 初回放送2014年12月26日『シネマクラッシュ 金曜名画座』

演出 - 高橋剛、翻訳 - 呉貞烈
その他吹き替え - 田村勝彦、丸山壮史、麦人、ふくまつ進紗、板取政明、北村謙次、間宮康弘、黒澤剛史、斉藤次郎、長島真祐、田村真、片貝薫、美名、田村千恵、近藤唯、森千晃、早川舞

## 受賞
- 2012年 第49回大鐘賞で、最優秀作品賞、主演男優賞、監督賞など歴代最多の15部門で受賞[3]。
- 2012年 第33回青龍映画賞  美術賞  オ・フンソク「王になった男」受賞。
- 2013年 第49回百想芸術大賞で、映画部門作品賞「王になった男」、映画部門監督賞　チュ・チャンミン「王になった男」受賞。

## 王になった男 (2019年のテレビドラマ)
韓国・tvNで2019年1月7日から3月4日まで放送されたリメイクドラマ。
ストーリーは、王の入れ替わり以外はオリジナルにアレンジされたものである。全16話。最高視聴率は、10.8%。日本では、KNTVで2019年に放送された他、WOWOWオンラインで配信された。

### キャスト
- ハソン：ヨ・ジング（吹替：深町寿成）

旅回り一座の役者。王様と瓜二つの容姿から都承旨イ・ギュに見出され、王の影武者役になる。
- イ・ホン：ヨ・ジング（二役）（吹替：深町寿成）

現王。父親の崩御で王位につくが人間不信に陥り、悪夢に怯える日々を過ごし、心身ともに病む。
- ユ・ソウン：イ・セヨン（吹替：山田唯菜）

朝廷の官吏ユ・ホジュンの娘で、民を大切に思う心優しい王妃。
- イ・ギュ：キム・サンギョン（吹替：関口雄吾）

都承旨（トスンジ）。イ・ホンと瓜二つのハソンを見つけ、王の影武者役に仕立てることを思いつく。
- ウンシム：チョン・ヘヨン（吹替：長谷川暖）

妓楼の妓生。
- チョ内官：チャン・グァン（吹替：藤原満）

王のそばに常に従う内官。
- シン・チス：クァン・ヘヒョ（吹替：中村和正）

左議政（チャイジョン）。絶大な権力を維持する為に様々な謀略で王様を翻弄する。
- ダルレ：シン・スヨン

ハソンの妹。シン・チスの息子に乱暴され、心を病む。
- 大妃：チャン・ヨンナム

先王の継室。息子を殺したイ・ホンを憎んでいる。

### スタッフ
- 脚本：キム・ソンドク、シン・ハウン
- 演出：キム・ヒウォン

| テレビ東京 韓流プレミア枠         | テレビ東京 韓流プレミア枠              | テレビ東京 韓流プレミア枠            |
| 前番組                            | 番組名                                 | 次番組                               |
| --------------------------------- | -------------------------------------- | ------------------------------------ |
| トンイ (2020.7.17 - 2020.10.12)   | 王になった男 (2020.10.13 - 2020.11.13) | 真心が届く (2020.11.16 - 2020.12.15) |
| BSテレ東 韓ドラ☆10:55～12:00 枠   |                                        |                                      |
| 善徳女王 (2020.10.29 - 2021.1.29) | 王になった男 (2021.2.1 - )             | 不滅の恋人 (2021.3.8 - )             |

### 賞とノミネート
| 度   | 賞                                | カテゴリー             | 受賞者           | 結果       | 参考 |
| ---- | --------------------------------- | ---------------------- | ---------------- | ---------- | ---- |
| 2019 | 第55回百想芸術大賞                | TV部門男性最優秀演技賞 | ヨ・ジング       | ノミネート |      |
| 2019 | 第55回百想芸術大賞                | TV部門男性助演演技賞   | キム・サンギョン | ノミネート |      |
| 2019 | 第12回コリアドラマアワード（KDA） | 女優優秀演技賞         | イ・セヨン       | 受賞       |      |